# Утакмице фудбалске репрезентације Мађарске 1905.
| Домаћин · 1905 | Гост · 1905 |

Фудбалска репрезентација Мађарске одиграла је само једну званичну утакмицу у 1905. години, и то против Аустрије.
Капитен репрезентације: Ференц Стобе

## Утакмица
| Мађарска | 0 : 0    | Аустрија |
| -------- | -------- | -------- |
|          | Извештај |          |

## Незванична утакмица
| Мађарска                             | 11 : 1   | Први ногометни и спортски клуб Загреб |
| ------------------------------------ | -------- | ------------------------------------- |
| Михаљ Олдал · Ференц Вајс · Ерне Роз | Извештај | ?                                     |

Састав репрезентације Мађарске на 7. утакмици
Еден Холиц, Ференц Нађ, Шандор Биненшток, Ђула Киш, Јожеф Колтаи, Јанош Арпад Кишфалуди, Ференц Блажек, Нандор Кох, Јожеф Покорни, Ференц Вајс, Гашпар Борбаш
- Селектор: Ференц Штобе[3]

Састав репрезентације Мађарске на незваничној утакмици
Аладар Олах, Ференц Нађ, Ференц Молнар I, Тодор Горски, Гере, Калман Кишфалуди, Алафар Ниснер, Ерне Роз, Михаљ Олдал, Ференц Вајс, Гашпар Борбаш
- Селектор: Ференц Штобе[4]

## Играчи репрезентације
| - Ференц Вајс - Гашпар Борбаш - Ференц Штобе, селектор |